# محمد بن مبارك بن حمد آل خليفة
الشيخ محمد بن مبارك بن حمد آل خليفة (مواليد ديسمبر 1935) دبلوماسي وسياسي بحريني ، الممثل الخاص لجلالة الملك منذ 16 يونيو 2022، وكان سابقاً نائباً لرئيس مجلس الوزراء خلال الفترة 11 نوفمبر 2002 حتى 13 يونيو 2022 وهو أول وزير خارجية للبحرين حيث شغل المنصب خلال الفترة 15 أغسطس 1971 حتى 26 سبتمبر 2005.

## السيرة الذاتية
تلقى تعليمه الابتدائي في مدارس البحرين. أكمل تعليمه الثانوي في المدرسة الدولية التابعة للجامعة الأميركية في بيروت. واصل دراسته في العلاقات الدولية والقانون في جامعة لندن بالمملكة المتحدة.
تقلد العديد من المناصب فعمل قاضيا ومديرا لدائرة العلاقات العامة ومديرا لدائرة الإعلام.
- صدر مرسوماً بتعينه مديراً للخارجية حال إنشائها في 12 يناير 1969
- صدر مرسوماً بتعينه رئيساً لدائرة الخارجية في 19 يناير 1970
- تولى منصب وزير الخارجية في 15 أغسطس 1971 بعد استقلال البحرين عن بريطانيا.
- في 11 نوفمبر 2002 أصدر صاحب الجلالة الملك حمد بن عيسى آل خليفة ملك مملكة البحرين مرسوماً بتشكيل الوزارة حيث عُين نائباً لرئيس مجلس الوزراء مع أحتفاضه بمنصب وزير الخارجية [2] وشغل منصب وزير الخارجية حتى 26 سبتمبر 2005 وشغل منصب نائب رئيس مجلس الوزراء حتى 13 يونيو 2022.
- في 15 أغسطس 2015 تم تعينه بالأضافة إلى منصب نائب رئيس مجلس الوزراء رئيساً للمجلس الأعلى لتطوير التعليم والتدريب.
- في 16 يونيو 2022 أصدر صاحب الجلالة الملك حمد بن عيسى آل خليفة ملك مملكة البحرين أمراً ملكياً بتعينه ممثلاً خاصاً لجلالة الملك.[3]